# メヘラーンの戦い
メヘラーンの戦い（メヘラーンのたたかい）は、イラン・イラク戦争中、イラン領メヘラーンを占領し、イラクの首都バグダードへの脅威を取り去る戦闘であった。

## 概要
イラク軍の攻略目標となったメヘラーンは州都イーラームの南70kmの位置し、ザグロス山脈の山麓部にありイラクの首都バグダードに最も近いイランの都市であった。イラク軍はファオ半島の敗北による士気の低下を懸念し、戦意高揚と首都への脅威を排除を目的とし、且つ防御に適した同市の占領を決心し作戦準備に入った。

## 攻撃
1986年5月17日早朝、イラク軍は国境地帯の前線を突破し16km地点に到達、メヘラーン市の両翼に陣取る革命防衛隊の間隙を突いてこれを突破、同市内に突入し、防御していたイラン国軍の抵抗を大して受けることなく同市を占領した。
5月18日、同市から更に東へ8km前進し周辺の高地をめぐり激戦が展開された。

## その後
メヘラーン市の防御について、革命防衛隊側は国軍の戦意不足を非難した。一方の国軍側は、前線の解放部分に対する防御処置をしていなかった戦術的未熟さを指摘、両者の非難合戦の末、ホメイニー師は革命防衛隊を擁護する発言をした。国軍統合参謀議長のシーラーズィー大佐は国軍将校の大量粛清を暗に非難し革命防衛隊の行動について不満を漏らした。国軍と革命防衛隊の感情的な溝は深まるばかりであった。